# ماریوس گارویان
ماریوس گارویان (ارمنی: Մարիոս Կարոյեան; یونانی: Μάριος Καρογιάν؛ زادهٔ ۳۱ مهٔ ۱۹۶۱ در نیکوزیا) یک سیاست‌مدار قبرسی-ارمنی است که بین سال‌های ۲۰۰۸ تا ۲۰۱۱ میلادی ریاست مجلس نمایندگان قبرس را بر عهده داشت.
وی در رشته علوم سیاسی در دانشگاه پروجا تحصیل نموده است. گارویان یک فرزند صاحب یک دختر و یک پسر است.
وی به زبان‌های یونانی انگلیسی اسپانیایی و ایتالیایی آشنایی کامل دارد.
گارویان بین سال‌های ۲۰۰۶ تا ۲۰۱۳ رهبری حزب دموکرات را بر عهده داشت.